# Masenberg
Masenberg är ett berg i Österrike.   Det ligger i distriktet Hartberg-Fürstenfeld och förbundslandet Steiermark, i den östra delen av landet, 100 km söder om huvudstaden Wien. Toppen på Masenberg är 1 261 meter över havet, eller 346 meter över den omgivande terrängen. Bredden vid basen är 6,4 km.
Terrängen runt Masenberg är huvudsakligen kuperad. Närmaste större samhälle är Hartberg, 9,9 km sydost om Masenberg. 
Omgivningarna runt Masenberg är en mosaik av jordbruksmark och naturlig växtlighet. Runt Masenberg är det ganska tätbefolkat, med 70 invånare per kvadratkilometer.